# Gmina Haanja
Gmina Haanja (est. Haanja vald) – dawna gmina wiejska w Estonii, w prowincji Võru. Została utworzona w 1991 roku i zlikwidowana w 2017 roku, kiedy to w ramach reformy administracyjnej wraz z gminami Misso, Mõniste, Rõuge i Varstu została scalona w nową większą gminę Rõuge. Siedzibą gminy była wieś Haanja.
Na jej terenie znajdowała się część Obszaru Chronionego Krajobrazu Haanja.
W skład gminy wchodziły 92 wsie:
- Ala-Palo, Ala-Suhka, Ala-Tilga, Andsumäe, Haanja, Haavistu, Hanija, Holdi, Horoski, Hulaku, Hurda, Hämkoti, Ihatsi, Jaanimäe, Kaaratautsa, Kaldemäe, Kallaste, Kaloga, Kergatsi, Kilomani, Kirbu, Kotka, Kriguli, Kuiandi, Kuklase, Kuura, Kõomäe, Käänu, Kääraku, Külma, Leoski, Lillimõisa, Loogamäe, Luutsniku, Lüütsepä, Mahtja, Mallika, Meelaku, Miilimäe, Mikita, Murati, Mustahamba, Mäe-Palo, Mäe-Suhka, Mäe-Tilga, Märdimiku, Naapka, Palanumäe, Palli, Palujüri, Pausakunnu, Peedo, Piipsemäe, Pillardi, Plaani, Plaksi, Posti, Preeksa, Pressi, Pundi, Purka, Puspuri, Raagi, Resto, Rusa, Ruusmäe, Saagri, Saika, Saluora, Sarise, Simula, Soodi, Sormuli, Söödi, Trolla, Tsiamäe, Tsiiruli, Tsilgutaja, Tsolli, Tummelka, Tuuka, Tõnkova, Uue-Saaluse, Vaalimäe, Vaarkali, Vakari, Vastsekivi, Vihkla, Villa, Vorstimäe, Vungi, Vänni